# علی زادسر
علی زادسر جیرفتی (زاده‌ی ۱۳۳۵ در جیرفت - درگذشته‌ی ۲۴ بهمن ۱۳۹۷ در تهران) نمایندهٔ حوزهٔ انتخابیهٔ جیرفت و عنبرآباد در دورهٔ هفتم مجلس شورای اسلامی بوده‌است. وی پیش‌تر در دوره‌ی چهارم و دورهٔ پنجم نیز عضو مجلس بود. وی در قم زندگی می‌کرد.
زادسر در زمستان ۱۳۹۷ بر اثر سکته‌ی مغزی در بیمارستان بهمن تهران بستری شد و در تاریخ ۲۴ بهمن ۱۳۹۷ در ۶۲ سالگی درگذشت.